# Renato Ramos
Renato Andrés Ramos Madariaga (Antofagasta, 12 febbraio 1979) è un ex calciatore cileno, di ruolo attaccante.